# Phaonia suspiciosa
Phaonia suspiciosa är en tvåvingeart som först beskrevs av Stein 1907.  Phaonia suspiciosa ingår i släktet Phaonia och familjen husflugor. Inga underarter finns listade i Catalogue of Life.